# Ángel Nevado Rodríguez
Ángel Nevado Rodríguez (Badajoz, Extremadura, España, 17 de noviembre de 1981) es un árbitro asistente de fútbol español de la Primera División de España y Árbitro FIFA. Pertenece al Comité Territorial Extremeño de Árbitros de Fútbol.

## Trayectoria
Nevado Rodríguez es licenciado en Administración y Dirección de Empresas por la Universidad de Extremadura.
Comenzó como árbitro de fútbol en la temporada 1991/92, a la corta edad de 10 años, ya que su padre por aquellos entonces era árbitro de Segunda B y le despertó el gusanillo por este maravilloso mundo. Como árbitro estuvo 14 temporadas, 2 en Aspirante, 2 en 2.ª Regional, 1 en 1.ª Regional, 1 en Regional Preferente y 8 temporadas en 3.ª División. Cambió el silbato por el banderín, y vio en él una salida al fútbol profesional. Con el paso de los años acompañó a Jesús Gil Manzano por el camino al éxito.
En la temporada 2009/10, dio el salto al fútbol profesional, ascendió a Segunda División, categoría en la que permaneció tres temporadas. El 11 de abril de 2010 asisten en el derbi murciano celebrado en el Estadio Cartagonova, FC Cartagena VS Real Murcia CF (3-2). En su última temporada en dicha categoría asistió el partido de vuelta de la promoción de ascenso a Primera División de 2012, Agrupación Deportiva Alcorcón contra el Hércules de Alicante Club de Fútbol (0-0). También estando en esta categoría, concretamente del 26 de abril al 5 de mayo de 2011, acudió junto a Jesús Gil Manzano y el árbitro asistente Miguel Martínez Munuera, al Curso de Excelencia Arbitral organizado por la UEFA , el cual tuvo lugar en Nyon (Suiza). Este curso consistía en potenciar la trayectoria de árbitros jóvenes con proyección internacional.
El 25 de agosto de 2012, con 30 años, debutó en Primera División en el Estadio La Rosaleda, Málaga Club de Fútbol VS Real Club Deportivo Mallorca (1-1).
El 6 de enero de 2013 actúa en su primer derbi catalán, Fútbol Club Barcelona contra el RCD Espanyol (4-0), celebrado en el Camp Nou.
El 25 de octubre de 2014 tras asistir a partidos de gran trascendencia en la La Liga, dirige el clásico en el Estadio Santiago Bernabéu, Real Madrid CF VS FC Barcelona (3-1). 
El 22 de mayo de 2016 actúa como árbitro asistente de reserva en la final de la Copa del Rey de fútbol 2015-16 disputada entre FC Barcelona VS Sevilla CF (2-0), en el Estadio Vicente Calderón.
El 14 de agosto de 2016 en el Estadio Sánchez Pizjuan arbitra la ida de la Supercopa de España de Fútbol 2016 entre el Sevilla CF VS FC Barcelona (0-2).
El 11 de enero de 2017 asiste en el Clásico Athletic–Barcelona (3-1), correspondiente a la vuelta de los octavos de final de Copa del Rey de fútbol 2016-17.
El 6 de enero de 2018 arbitra su primer derbi sevillano, Sevilla CF VS Real Betis Balompié (3-5), jugado en el Estadio Sánchez Pizjuan.
El 21 de abril de 2018 interviene como asistente en la Final de la Copa del Rey de fútbol 2017-2018, Sevilla CF VS FC Barcelona (0-5), jugada en el Wanda Metropolitano.
El 12 de agosto de 2018 actúa como asistente del árbitro asistente de video en la Supercopa de España de Fútbol 2018, FC Barcelona VS Sevilla CF (1-2), la cual se disputó en el Estadio de Tánger. Ángel se convirtió así en el primer asistente en intervenir oficialmente con el VAR en competición española.

## Internacional
El 1 de enero de 2014 obtiene la escarapela de Árbitro FIFA, junto a su compañero Jesús Gil Manzano.
El 24 de mayo de 2014 debutó como asistente internacional, en el Pirelli Stadium (Burton upon Trent), Selección de fútbol sub-19 de Ucrania vs. selección de fútbol sub-19 de Escocia, (0-0), partido clasificatorio para el Campeonato Europeo de la UEFA Sub-19 2014. 
El 17 de julio de 2014 debutó en la fase de clasificación a la Liga Europa de la UEFA como árbitro en el MFK Košice contra Football Club Slovan Liberec, (0-1). Es el 15 de septiembre de 2016 cuando debuta en dicha competición en el Feyenoord contra Manchester United, (1-0).
El 27 de julio de 2016 debuta como árbitro asistente en la fase de clasificación a la Liga de Campeones de la UEFA, ida tercera ronda, Fenerbahçe Spor Kulübü contra Association Sportive de Monaco Football Club, (2-1). Es el 27 de septiembre de 2017 cuando debuta en dicha competición en el RSC Anderlecht contra Celtic FC, (0-3).
El 11 de octubre de 2016, fue el día que arbitró su primer partido oficial a selecciones nacionales absolutas, lo hizo en el Estadio LFF, fue clasificatorio para la Copa Mundial de Fútbol de 2018, Selección de fútbol de Lituania VS Selección de fútbol de Malta (2-0).
El 24 de febrero de 2017 la UEFA anunció que Ángel Nevado Rodríguez formará parte del equipo arbitral que representará a España en la Eurocopa Sub-21 de 2017 que se celebró en Polonia, los otros componentes fueron el también extremeño Jesús Gil Manzano (cómo árbitro principal), Diego Barbero Sevilla  , Carlos Del Cerro Grande y Juan Martínez Munuera. En dicho torneo pitan un total de dos partidos.
| Eurocopa Sub-21 de 2017 | Eurocopa Sub-21 de 2017    | Eurocopa Sub-21 de 2017 | Eurocopa Sub-21 de 2017 |
| Fecha                   | Partido                    | Resultado               | Ronda                   |
| ----------------------- | -------------------------- | ----------------------- | ----------------------- |
| 18 de junio de 2017     | Alemania – República Checa | 2-0                     | Fase de grupos          |
| 22 de junio de 2017     | Eslovaquia – Suecia        | 3-0                     | Fase de grupos          |

El 10 de septiembre de 2018 debuta en la Liga de las Naciones de la UEFA B, Selección de fútbol de Suecia contra Selección de fútbol de Turquía, (2-3).
El 14 de marzo de 2019 la FIFA anuncia que Ángel Nevado Rodríguez formará parte del equipo que representará al arbitraje español en la Copa Mundial de Fútbol Sub-20 de 2019.
| Copa Mundial de Fútbol Sub-20 de 2019 | Copa Mundial de Fútbol Sub-20 de 2019 | Copa Mundial de Fútbol Sub-20 de 2019 | Copa Mundial de Fútbol Sub-20 de 2019 |
| Fecha                                 | Partido                               | Resultado                             | Ronda                                 |
| ------------------------------------- | ------------------------------------- | ------------------------------------- | ------------------------------------- |
| 27 de mayo de 2019                    | Honduras – Uruguay                    | 0-2                                   | Fase de grupos                        |
| 2 de junio de 2019                    | Italia – Polonia                      | 1-0                                   | Octavos de final                      |
| 14 de junio de 2019                   | Italia – Ecuador                      | 0-1                                   | 3.er y 4.º puesto                     |

## Temporadas
| Categoría        | País   | Años              |
| ---------------- | ------ | ----------------- |
| Segunda División | España | 2009 - 2012       |
| Primera División | España | 2012 - Actualidad |